# János Nyíri
Dans le nom hongrois Nyíri János, le nom de famille précède le prénom, mais cet article utilise l’ordre habituel en français János Nyíri, où le prénom précède le nom.
János Nyíri (9 novembre 1932 à Budapest – 23 octobre 2002 à Londres) est un écrivain et metteur en scène hongrois. Il a diffusé le théâtre français et le théâtre anglais hors de leurs frontières, puis a écrit un roman important sur la Shoah.

## Biographie

### Premières années
Ses parents Tibor Nyíri et Julia Spitz sont tous deux des écrivains d'avant-garde membres de la communauté juive de Hongrie. Son père est notamment l'auteur d'une nouvelle dont est tirée le scénario du film Díszmagyar (« Tenue hongroise d'apparat », 1949) du réalisateur Viktor Gertler (en). Ses parents divorcent quand il est encore enfant, et János vit avec sa famille maternelle à la campagne, dans la région de Tokaj. Pendant la Seconde Guerre mondiale, la famille se cache en banlieue de Pest, et survit à la Shoah contrairement à la plupart des membres de leur famille restés en province. Après son service militaire, János Nyíri termine des études de direction théâtrale à l'École supérieure d'art dramatique et cinématographique de Budapest, et travaille en cette qualité à Pest, à Kecskemét puis à Szeged. Lors de la Révolution hongroise de 1956, il rejoint le mouvement de protestation à Szeged, puis à Pest.

### Départ en France
Après l'écrasement de la Révolution de 1956, il fuit pour Paris ; il ne pourra revenir en Hongrie qu'en 1973 (ce qui lui donnera alors matière à un article pour New Statesman, « A Chilly Spring in Budapest »). À Paris, tout en enseignant au Conservatoire et en étudiant à la Comédie-Française, il continue à travailler pour le monde du théâtre. Alors qu'il est directeur adjoint de Jean-Louis Barrault à l'Odéon, il fait la connaissance de Jenny Hippisley, fille des acteurs britanniques Lindisfarne Hamilton et Christopher Quest, qui devient son épouse. Il fonde avec elle la compagnie Le Jeune Théâtre de Marseille, qui joue notamment Molière, Beaumarchais, Jean Racine et Oscar Wilde au début des années 1960, et tente de créer un théâtre ouvert et démocratique. Vers la fin de la décennie, Nyíri présente en France les classiques britanniques et en Grande-Bretagne les classiques français, ainsi que des auteurs contemporains importants comme Eugène Ionesco et Jean Genet, tandis que la famille s'installe à Londres. Il adapte David Copperfield à Marseille et Le Malade imaginaire (The Imaginary Invalid, 1968) au Vaudeville Theatre (en) de Londres ; il dirige dans différents pays d'Europe Le Mariage de Figaro, Phèdre, Les Belles Années de miss Brodie, puis ses propres œuvres.

### Auteur de théâtre
Sa première pièce en tant qu'auteur, Le Ciel est en bas, créée au théâtre de l'Athénée en 1970, est une histoire d'amour « quelque part derrière le rideau de fer » dédiée aux « camarades de Budapest et de Prague ». Elle crée la controverse dans l'ambiance politique post-Mai 68, mais est bien reçue par le public et par la critique. Elle est produite en Autriche, en Angleterre, aux États-Unis, en Australie sous le titre If Winter Comes, et plus tard en 1990 en Hongrie (Ha már itt a tél) ; elle est l'objet d'adaptations cinématographiques par la BBC en 1980 (avec Paul Scofield, Denis Lawson, Cherie Lunghi), et par la télévision hongroise en 1985.

### Romans
Le premier roman de Nyíri publié en anglais, Streets (1979), reçoit des critiques favorables au Royaume-Uni pour sa description de la Révolution hongroise de 1956.
Son second roman, Battlefields and Playgrounds (Londres, 1989 ; New York, 1992), traduit en plusieurs langues (Budapest, 1990, 2014 ; Francfort, 1992 ; Tel Aviv, 1998), représente sans doute le summum de la carrière de Nyíri. Il est décrit par le Wall Street Journal en ces termes : « Même s'il y a presque chaque mois un nouveau compte-rendu de l'enfance de l'auteur pendant la Shoah, rien de mémoire récente n'arrive au niveau de Battlefields and Playgrounds, de sa beauté narrative, de ses magnifiques portraits de personnages, de sa tension et de son suspense ». Dans le Financial Times, A. L. Rowse en fait son livre de l'année ; pour le critique de l'Observer, c'est le meilleur roman qu'il ait jamais lu sur la Shoah.
En 2002, peu avant sa mort d'un cancer, il achève son troisième roman, qui se situe notamment en France et en Angleterre dans les années 1960, Heroes Welcome (ou Curtain Up!).

## Œuvre
- (en) The Imaginary Invalid (théâtre), Vaudeville Theatre (en), Londres, 1968
- Le Ciel est en bas (théâtre), L'Athénée, Paris, 1970 (BNF 42334371)
  - (en) If Winter Comes (film), BBC, Londres, 1980
  - (hu) Ha már itt a tél (film), Magyar Televízió/MaFilm, Budapest, 1985
- (en) « A Chilly Spring in Budapest » (article de magazine), New Statesman, Londres, 8 juin 1973 [lire en ligne]
- (en) Streets, Londres, Wildwood House, 1979, 291 p. (ISBN 0704530406) (livre)
- (en) Battlefields and Playgrounds, Londres, Macmillan, 1989, 536 p. (ISBN 0333490592) et New York, Farrar, Straus and Giroux, 1992  (ISBN 0374109184)[présentation en ligne] (livre)
  - (hu) Madárország [« Pays des oiseaux »], Budapest, Makkábi - Téka, 1990, 411 p. (ISBN 963-7392-71-8) et Budapest, Corvina, 2014  (ISBN 978-963-13-6225-1)
  - (he) כוכבים של יום [« Awakening The Day »]  (trad. Mordekhai Barka'i), Tel Aviv, Zemorah-Bitan,‎ 1998, 488 p. (OCLC 39969073)
  - (de) Die Juden-Schule  (trad. Hilde Linnert, Uta Szyszkowitz), Francfort, S. Fischer Verlag, 1992, 631 p. (ISBN 3-596-11054-8)